# پولی-کلیپ سیستم
پولی-کلیپ سیستم (انگلیسی: Poly-clip System) شرکت مهندسی آلمانی است، که در سال ۱۹۲۲ تأسیس شد.